# 벤 핼러런
벤저민 "벤" 핼러런 (Benjamin "Ben" Halloran, 1992년 6월 14일, 케언스 ~) 은 오스트레일리아의 축구 선수. 핼러런은 윙어나 공격형 미드필더로 기용 가능하다.

## 클럽 경력

### 골드코스트 유나이티드
핼러런은 0-1로 패한 멜버른 빅토리와의 2010-11 시즌 A-리그 4라운드 경기에서 교체 출전하며 골드코스트 유나이티드 소속으로 데뷔하였다.
2011년 1월 6일, 마이런 블라이버그 골드코스트 유나이티드 감독은 이 재능 있는 선수들이 클럽을 떠날 수 있다는 가능성을 제시하였으나, 블라이버그는 선수 계약 기간이 2년이 더 남아 대형 이적 제의가 오지 않는 이상 골드코스트에 잔류할 것임을 확신하였다.
2010-11 시즌 A-리그에서, 핼러런은 두 경기를 선발로 출전하였고, 교체로 두 경기를 더 출전하였다. 그 다음 시즌, 핼러런은 사커루 유망주로써의 입지를 굳혔다. 그는 골드코스트에서 대 도약의 시즌을 보냈다. 그는 17경기에 출전하여 4골을 넣었다. 핼러런은 애들레이드 유나이티드 전에서 훌륭한 활약을 펼쳤는데, 그는 1골을 득점하고, 경기 최우수 선수로 선정되어 경기 공인구를 획득하게 되었다.

### 브리즈번 로어
2011-12 시즌 종료 후, 골드코스트 유나이티드와의 계약이 만료된 후, 핼러런은 2012-13 시즌을 앞두고 멜버른 빅토리와 브리즈번 로어, 그리고 "최소한 3개의 A-리그 구단"들의 관심을 받았다. 2012년 5월 13일, 브리즈번은 핼러런이 3년 계약을 통해 2011-12 시즌 우승팀과 3년 계약을 체결한 것으로 발표되었다. 핼러런은 로어에서의 7번째 경기인 시드니전에서 첫 골을 득점하였다. 핼러런은 전 시즌보다 조용한 시즌을 보냈으나, 더 많은 경기에 출전하였다.
핼러런은 18경기를 선발로 출전하였으나, 10경기에서 교체로 출전하도록 지시받았다. 핼러런은 로어에서 4골을 득점하였는데, 이 중 한골은 애들레이드 유나이티드와의 경기에서 83분에 득점한 결승골이었다. 이 경기 후, 마이크 멀비 감독은 "벤은 팀 선수가 되도록 더욱 노력해야 한다"라고 인터뷰하였고, 핼러런은 그에 응답하였다.

### 포르투나 뒤셀도르프
2013년 5월 22일, 핼러런은 독일 2. 분데스리가의 포르투나 뒤셀도르프로의 이적을 요청하였고, 브리즈번 로어는 그의 요청을 수락하였다. 이적 규모는 $400,000 정도로 책정되었다. 2013년 10월 7일, 핼러런은 포르투나 뒤셀도르프 대 그로이터 퓌르트와의 경기에서 데뷔하였다. 벤은 이 경기에서 우측 윙어로 풀타임을 소화하였고, 경기는 2-1로 이겼다. 핼러런은 6번째로 출장한 경기의 70분에 뒤셀도르프 이적 후 첫 득점을 기록하였고, 이 골로 팀은 상대와 동점을 이루었고, 경기 끝에 1점을 챙겼다.

### 1. FC 하이덴하임
2015-16 시즌을 앞두고 2.분데스리가의 1. FC 하이덴하임에 입단했다. 2015년 7월 26일에 치러진 1860 뮌헨과의 경기에서 첫 경기를 소화했다.

### V-파렌 나가사키
2018 시즌을 앞두고 J1리그의 V-파렌 나가사키로 이적했다. 반 시즌 동안 5경기에 출전했다.

### 애들래이드 유나이티드
2018년 여름 이적시장을 통해 애들레이드 유나이티드로 이적했다. 입단 첫 시즌인 2018-19 시즌 23경기에 출전해 3골을 기록했다. 2019-20 시즌에서는 리그 21경기에 출전해 9골을 기록하였다.

### FC 서울
2022 시즌을 앞두고 FC 서울에 입단했다. 하지만 6월 23일 상호합의간 계약해지로 팀을 떠나게 되었다.

### 다시 호주로
FC서울과 상호합의간 계약햐지 이후 2022~23 시즌 호주 A리그 개막을 앞두고 직전팀이었던 애들레이드 유나이티드로 이적했다.

## 국가대표팀 경력
핼러런은 오스트레일리아 U-20 국가대표팀으로 6경기 출전하여 1골을 득점하였다. 오스트레일리아의 동아시아컵 예선전 선수단에도 차출되었으나, 본선에서는 멤버에 포함되지는 않았다.
핼러런은 2014년 FIFA 월드컵을 앞두고 오스트레일리아의 30인 예비 명단에 이름을 올렸다. 그는 2014년 5월 26일, 남아프리카 공화국과의 월드컵을 앞둔 친선 경기에서 A매치 데뷔를 하였다. 2014년 6월 13일, 1-3으로 오스트레일리아가 칠레에 패한 경기에서 교체로 출전하여 월드컵 첫 경기를 뛰었다.

## 수상
오스트레일리아
- AFF U-19 축구 선수권 대회: 2010

골드코스트 유나이티드
- 국가 청소년 리그: 2009–10

애들레이드 유나이티드
- FFA컵 우승: 2018, 2019